# Ladies European Tour
O Ladies European Tour (Circuito Europeu de Senhoras) é um circuito de golfe profissional feminino criado em 1979 na Inglaterra e desde então é disputado na Austrália, África do Sul e Dubai.

## Resultados
| Ano  | Ordem do Mérito        | Ordem do Mérito | Jogadora do Ano     | Estreante do Ano        | Média mais baixa por tacadas | Média mais baixa por tacadas |
| ---- | ---------------------- | --------------- | ------------------- | ----------------------- | ---------------------------- | ---------------------------- |
| 2015 | Shanshan Feng          | €399,213        | Nicole Broch Larsen | Emily Kristine Pedersen | Shanshan Feng                | 69.78                        |
| 2014 | Charley Hull           | €263,097        |                     | Amy Boulden             | Suzann Pettersen             | 70.25                        |
| 2013 | Suzann Pettersen       | €518,448        | Lee-Anne Pace       | Charley Hull            | Suzann Pettersen             | 68.20                        |
| 2012 | Carlota Ciganda        | €251,290        | Carlota Ciganda     | Carlota Ciganda         | Shanshan Feng                | 69.00                        |
| 2011 | Ai Miyazato            | €363,080        | Caroline Hedwall    | Caroline Hedwall        | Suzann Pettersen             | 69.36                        |
| 2010 | Lee-Anne Pace          | €339,518        | Lee-Anne Pace       | I.K. Kim                | Suzann Pettersen             | 69.75                        |
| 2009 | Sophie Gustafson       | €281,315        | Catriona Matthew    | Anna Nordqvist          | Catriona Matthew             | 70.83                        |
| 2008 | Gwladys Nocera         | €391,840        | Gwladys Nocera      | Melissa Reid            | Suzann Pettersen             | 68.60                        |
| 2007 | Sophie Gustafson       | €222,081        | Bettina Hauert      | Louise Stahle           | Sophie Gustafson             | 70.96                        |
| 2006 | Laura Davies           | €471,727        | Gwladys Nocera      | Nikki Garrett           | Annika Sörenstam             | 68.33                        |
| 2005 | Iben Tinning           | €204,672        | Iben Tinning        | Elisa Serramià          | Laura Davies                 | 70.35                        |
| 2004 | Laura Davies           | 777.26 pts      | Stéphanie Arricau   | Minea Blomqvist         | Laura Davies                 | 70.31                        |
| 2003 | Sophie Gustafson       | 917.95 pts      | Sophie Gustafson    | Rebecca Stevenson       | Sophie Gustafson             | 69.93                        |
| 2002 | Paula Martí            | 6,589 pts       | Annika Sörenstam    | Kirsty S. Taylor        | Sophie Gustafson             | 70.59                        |
| 2001 | Raquel Carriedo        | 10,661 pts      | Raquel Carriedo     | Suzann Pettersen        | Catriona Matthew             | 70.08                        |
| 2000 | Sophie Gustafson       | 8,777 pts       | Sophie Gustafson    | Giulia Sergas           | Sophie Gustafson             | 71.21                        |
| 1999 | Laura Davies           | £204,522        | Laura Davies        | Elaine Ratcliffe        | Laura Davies                 | 70.50                        |
| 1998 | Helen Alfredsson       | £125,975        | Sophie Gustafson    | Laura Philo             | Laura Davies                 | 71.96                        |
| 1997 | Alison Nicholas        | £94,590         | Alison Nicholas     | Anna Berg               | Marie-Laure de Lorenzi       | 72.20                        |
| 1996 | Laura Davies           | £110,880        | Laura Davies        | Anne-Marie Knight       | Marie-Laure de Lorenzi       | 71.39                        |
| 1995 | Annika Sörenstam       | £130,324        | Annika Sörenstam    | Karrie Webb             | Annika Sörenstam             | 69.75                        |
| 1994 | Liselotte Neumann      | £102,750        | n/a                 | Tracy Hanson            | Liselotte Neumann            | 69.56                        |
| 1993 | Karen Lunn             | £81,266         | n/a                 | Annika Sörenstam        | Laura Davies                 | 71.63                        |
| 1992 | Laura Davies           | £66,333         | n/a                 | Sandrine Mendiburu      | Laura Davies                 | 70.35                        |
| 1991 | Corinne Dibnah         | £89,058         | n/a                 | Helen Wadsworth         | Alison Nicholas              | 71.71                        |
| 1990 | Trish Johnson          | £83,043         | n/a                 | Pearl Sinn              | Trish Johnson                | 70.64                        |
| 1989 | Marie-Laure de Lorenzi | £77,534         | n/a                 | Helen Alfredsson        | Marie-Laure de Lorenzi       | 70.84                        |
| 1988 | Marie-Laure de Lorenzi | £109,360        | n/a                 | Laurette Maritz         | Marie-Laure de Lorenzi       | 72.30                        |
| 1987 | Dale Reid              | £53,815         | n/a                 | Trish Johnson           | Dale Reid                    | 72.70                        |
| 1986 | Laura Davies           | £37,500         | n/a                 | Patricia González       | Laura Davies                 | 72.09                        |
| 1985 | Laura Davies           | £21,735         | n/a                 | Laura Davies            |                              |                              |
| 1984 | Dale Reid              | £28,239         | n/a                 | Kitrina Douglas         | Dale Reid                    | 73.01                        |
| 1983 | Muriel Thomson         | £9,225          | n/a                 | n/a                     | Beverly Huke                 | 74.98                        |
| 1982 | Jenny Lee Smith        | £12,551         | n/a                 | n/a                     | n/a                          |                              |
| 1981 | Jenny Lee Smith        | £13,518         | n/a                 | n/a                     | n/a                          |                              |
| 1980 | Muriel Thomson         | £8,008          | n/a                 | n/a                     | n/a                          |                              |
| 1979 | Catherine Panton       | £4,965          | n/a                 | n/a                     | n/a                          |                              |